# Международное бюро выставок
Международное бюро выставок (МБВ, фр. Bureau International des Expositions, BIE) — межправительственная организация, созданная для наблюдения международных выставок под юрисдикцией Конвенции относительно Международных выставок.

## Основание и цели
Международное бюро выставок было создано при подписании 22 ноября 1928 года в г. Париже Конвенции относительно Международных выставок, которая включала следующие цели:
- регулирование календаря, заявок, отбора и организации Универсальных выставок, и
- установление правовых норм для создание наилучших условий сотрудничества между организаторами Выставок и участников

4 февраля 2016 Бюро насчитывало 169 государств участников, подписавших Конвенцию.
МБВ регулирует два вида выставок: Зарегистрированные выставки (также называемые Универсальные) и Признанные выставки (международные или специализированные). Садовые выставки со статусом А1, под эгидой Международной ассоциации производителей продукции садоводства, признаны с 1960 года.
Международное Бюро Выставок также признаёт выставку декоративных искусств и современной архитектуры Триеннале в Милане, при условии, что она соблюдает свои изначальные характеристики.

## Государства-члены
169 государств являются членами Международного бюро выставок:
- Афганистан
- Албания
- Алжир
- Андорра
- Ангола
- Антигуа и Барбуда
- Аргентина
- Армения
- Австралия
- Австрия
- Азербайджан
- Багамские Острова
- Бахрейн
- Бангладеш
- Барбадос
- Беларусь
- Бельгия
- Белиз
- Бенин
- Босния и Герцеговина
- Бразилия
- Болгария
- Буркина-Фасо
- Бурунди
- Камбоджа
- Камерун[3]
- ЦАР
- Чад[4]
- Чили
- Китай
- Колумбия
- Коморы
- Республика Конго
- ДР Конго
- Коста-Рика
- Хорватия
- Куба
- Кипр
- Чехия
- Дания
- Джибути
- Доминика
- Доминиканская Республика
- Эквадор
- Египет
- Сальвадор
- Экваториальная Гвинея
- Эритрея
- Эстония
- Фиджи
- Финляндия
- Франция
- Габон
- Гамбия
- Грузия
- Германия
- Гана
- Греция
- Гренада
- Гватемала
- Гвинея
- Гвинея-Бисау
- Гайана
- Гаити
- Гондурас
- Венгрия
- Исландия
- Индонезия
- Иран
- Ирак
- Израиль
- Италия
- Кот-д’Ивуар
- Япония
- Иордания
- Казахстан
- Кения
- Кирибати
- КНДР
- Республика Корея
- Кувейт
- Кыргызстан
- Лаос
- Ливан
- Лесото
- Либерия
- Ливия
- Литва
- Мадагаскар
- Малави
- Малайзия
- Мальдивы
- Мали
- Мальта
- Маршалловы Острова
- Мавритания
- Маврикий
- Мексика
- Монако
- Мозамбик[4]
- Монголия
- Черногория
- Марокко
- Намибия
- Науру
- Непал
- Нидерланды
- Новая Зеландия[4]
- Никарагуа
- Нигер
- Нигерия
- Норвегия
- Оман
- Пакистан
- Палау
- Панама
- Парагвай
- Перу
- Филиппины
- Польша
- Португалия
- Катар
- Румыния
- Россия
- Руанда
- Сан-Марино
- Сент-Китс и Невис
- Сент-Люсия
- Сент-Винсент и Гренадины
- Самоа
- Саудовская Аравия
- Сенегал
- Сербия
- Сейшельские Острова
- Сьерра-Леоне
- Словакия
- Словения
- Соломоновы Острова
- ЮАР
- Испания
- Сомали[4]
- Шри-Ланка
- Судан
- Южный Судан[5]
- Суринам
- Эсватини
- Швеция
- Швейцария
- Сирия
- Таджикистан
- Танзания
- Таиланд
- Восточный Тимор
- Того
- Тонга
- Тунис
- Турция
- Туркменистан[4]
- Тувалу
- Уганда
- Украина
- ОАЭ
- Великобритания
- Уругвай
- Узбекистан
- Вануату
- Венесуэла
- Вьетнам
- Йемен

### Бывшие члены

#### Канада
16 октября 2012 года Консервативное правительство положило конец членству Канады в МБВ, когда федеральное правительство отменило выплату годового взноса размером в 25,000 долларов США, в связи с проведением «пересмотра всех затрат с целью уменьшения дефицита и возврату к сбалансированному бюджету».

#### США
После Первой мировой войны всего 5 универсальных выставок были одобрены МБВ в США: Выставка 21 век в Сиэтле (1962), HemisFair в Сан-Антонио (1968), Экспо 74 в Спокане (Вашингтон), Выставка 1982 в Ноксвилле (Теннесси) и Всемирная Выставка Луизианы в Новом Орлеане
В июне 2001 года членство США было прервано. Причиной стал отказ от выделения средств Конгрессом США на протяжении двух лет. США не предоставило конкретной причины неспособности выплаты взноса.
МБВ по сей день расположено к участию США. В письме от 20 апреля 2006 года Главный Секретарь заявил: « Как вам известно, США изъяло свое участие в МБВ в июне 2001. Жители осознают и приветствуют положительный эффект который выставки могут иметь на их город, штат и страну. Это было бы прекрасно, вновь, посетить выставку в Соединённых Штатах».
Участие в МБВ контролируется Комитетом Сената США по международным отношениям.

Онлайн источник The Ranger докладывает: 
Доктор Роберт Ридел, глава Гуманитарного института Университета Штата Монтана и эксперт по Международным Выставкам сказал, что американская публика потеряла интерес к универсальным выставкам в 90-е годы после некоторых неудачных выставок к 80-х годах. А именно, универсальные выставки многие считают за шутку; выставка в Ноксвилл например, оказалось объектом насмешек в серии Симпсонов «Bart on the Road» в 1996 году. По мнению Риделя, выставка 1982 года не столь плоха как многие считают.
Подобное плохое впечатление, стремления сэкономить деньги налогоплательщика и рост национализма в США привели к тому что секретарь Колин Пауэлл прекратил членство США в Международном Бюро Выставок в 2001 году.

## Зарегистрированные Выставки
С начала XXI века Универсальные (Зарегистрированные) выставки могут состояться каждые 5 лет, длиться 6 месяцев. К участию допускаются страны, международные организации, гражданские общества и корпорации. Тематика Универсальных выставок обширна и имеет общечеловеческий характер, и участники обязаны сами спроектировать и построить свой выставочный павильон, но при этом существуют исключения при которых организатор зарегистрированной выставки возводит здания или совместные павильоны для повышение участия снижения затрат для развивающихся стран. Примерами тематик недавних выставок можно привести «Человек и Его Мир» для Экспо 67 в Монреале, «Открытия» в Севилье в 1992. Совместный павильон Plaza of America был построен на выставке в Севилье в 1992 для увеличения посещаемости нациями из Южной Америки. Plaza of Africa в Севилье был возведен с той же целью.
Зарегистрированные выставки также обширны по своим масштабам, иногда достигают 300 или 400 гектаров (Экспо 67 в Монреале заняла 410 гектаров, в Осака в 1970 — 330 га, выставка в Севилье в 1992 — 215 га и Экспо 2010 Шанхай 528 га), как и сами павильоны участников, достигающие порой от 5000 до 10000 квадратных метров, иногда занимающие несколько этажей.(Павильон Австралии в Шанхае в 2010 занимал 5000 м² в то время как Китайский национальный павильон простирался на 20 000 м².) Выставка 2010 в Шанхае допускала три вида Павильонов, спроектированные и возведенные участником, индивидуальные Павильоны спроектированные и возведенные Организатором выставки для сдачи в аренду участникам и совместные павильоны спроектированные и возведенные организатором для аренды развивающимся странам.
Также в связи с тем, что Зарегистрированные выставки чаще всего проходят в густо населенных городах, посещаемость достигает в среднем 200 000 посетителей в сутки — и более — и в результате от 50 до 70 миллионов посещений за 6-месячный период их проведения. Экспо 67 в Монреале привлекла около 54 млн посетителей, Осака Экспо 70 — 64 млн, выставка в Севилье в 1992 — 41 млн и выставка в Шанхае в 2010 — 70 млн гостей.
В результате, транспорт и другие инфраструктуры занимают важное место в проведении Зарегистрированных выставок (выставка в Севилье предоставили подъемники, монорельсы, паромы и автобусы) и общая стоимость проведения и участия в Универсальных выставках довольно высока, по сравнению с наименьшими Международными/Специализированными выставками.

## Признанные выставки
С начала XXI века Международные/Специализированные выставки могут проходить в периоде между двумя Зарегистрированными выставками и длиться от 6 недель до 3 месяцев. К участию допускаются страны, международные организации, гражданские общества и корпорации но выставка должна иметь конкретный характер для темы. Примером темы Международной признанной выставки можно привести Всемирная выставка 1988 года, известная под названием World_Expo_88 в Брисбене (Австралия), темой для которой послужило « Отдых в эпоху технологий». Павильоны возводятся организаторами а не участниками, без сдачи в аренду. Тем не менее, павильоны не могут превышать 1000 м² и вся территория выставки не может быть более 25 га. По этой причине Признанные выставки дешевле чем Зарегистрированные, и больше трат уходит на содержание павильона нежели на его оформление. Тем не менее, существуют исключения при которых участник создает и возводит свой собственный павильон, когда вовлечены этническая работа, например при постройке хижины для островов Южного Тихого Океана, пагода для Непала, Японии или Таиланда и т. д. Нация или организация не обязаны быть членами МБВ для участия в Признанной выставке.

## Талисманы выставок

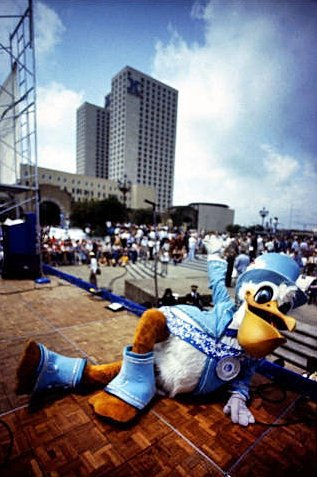
Seymore D. Fair, first ever World Expo Mascot.

Использование талисманов (маскот) во Всемирных выставках началось с выставки в Луизиане в 1984 году. Сеймор Д.Фэйр, белый пеликан ростом 2,2 метра был официальным талисманом в выставке 1984 года и первым выставочным талисманом за всю историю выставок. Задачей Сеймора было подчеркнуть тему свежей воды и привлечь детей. Он послужил началом для серии талисманов.
- Seymore D. Fair, талисман на Всемирной выставке в Луизиане в 1984 году
- Cosmo Hoshimaru, талисман на Специализированной выставке 1985 Тсукуба
- Expo Ernie, талисман на Международной Специализированной выставке 1986 Ванкувер
- Expo Oz, талисман на 1988 Brisbane World Exposition
- Curro, талисман на 1992 Seville Universal Exposition
- Kumdori, талисман на 1993 Taejon International specialized Exposition
- Gil, талисман на 1998 Lisbon International specialized Exposition
- Twipsy, талисман на 2000 Hannover Universal Exposition
- Kiccoro & Morizo, талисман на 2005 Aichi International specialized Exposition
- Fluvi, талисман на 2008 Zaragoza International specialized Exposition
- Haibao, талисман на 2010 Shanghai Universal Exposition
- Yeony & Suny, талисман на 2012 Yeosu International Specialized Exposition
- Foody, талисман на 2015 Milan Universal Exposition
- Saule, Kuat et Moldir[9], талисманы на Всемирной Экспо 2017 в Астане

## Символы
Гимном Международного бюро выставок является начало 4 движения Симфонии № 9 ми минор «Из Нового Света» Дворжака.